# Marian Kawski (farmaceuta)
Marian Bronisław Oktawian Kawski herbu Gozdawa (ur. 22 marca 1876 w Przemyślu, zm. 11 czerwca 1932 w Sanoku) – polski farmaceuta, aptekarz, działacz społeczno-kulturalny, burmistrz Sanoka.

## Życiorys

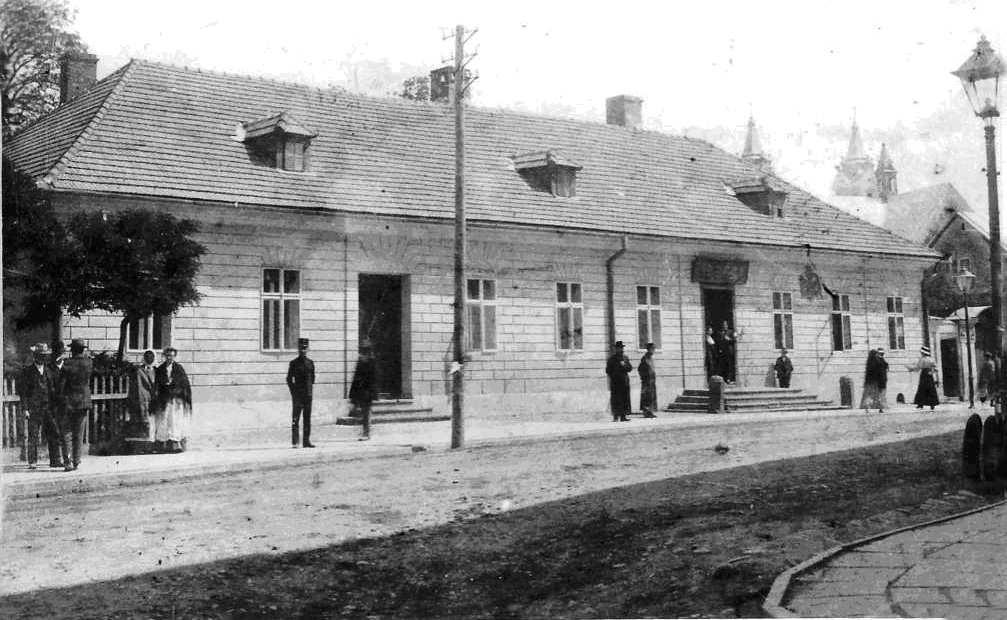
Nieistniejący budynek apteki przy ul. T. Kościuszki w Sanoku

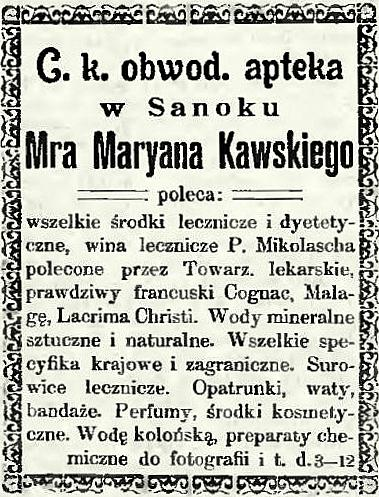
Reklama apteki Mariana Kawskiego w „Gazecie Sanockiej” z 1906

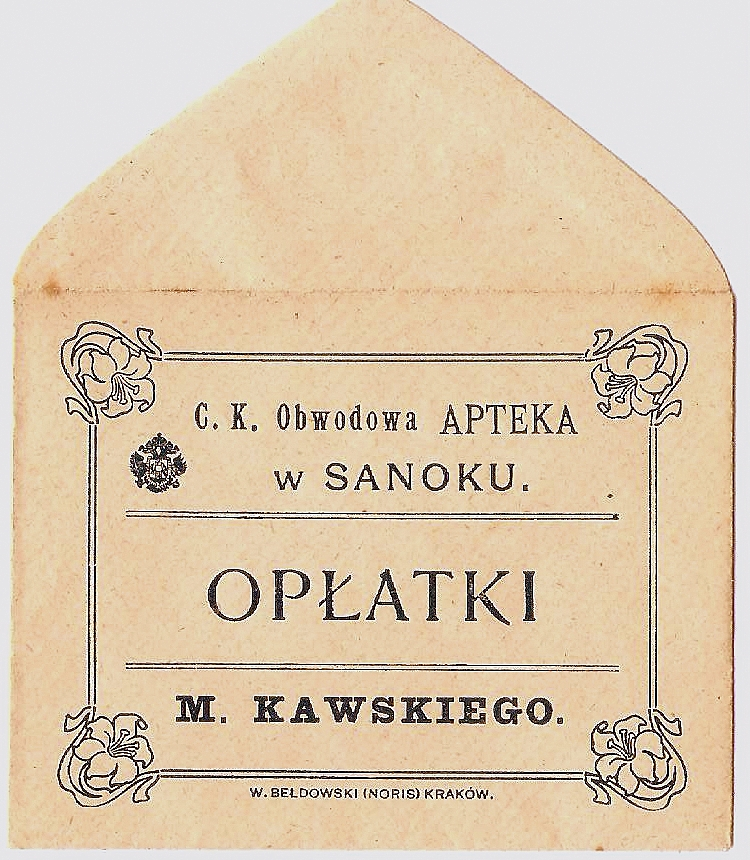
Koperta z Apteki Mariana Kawskiego

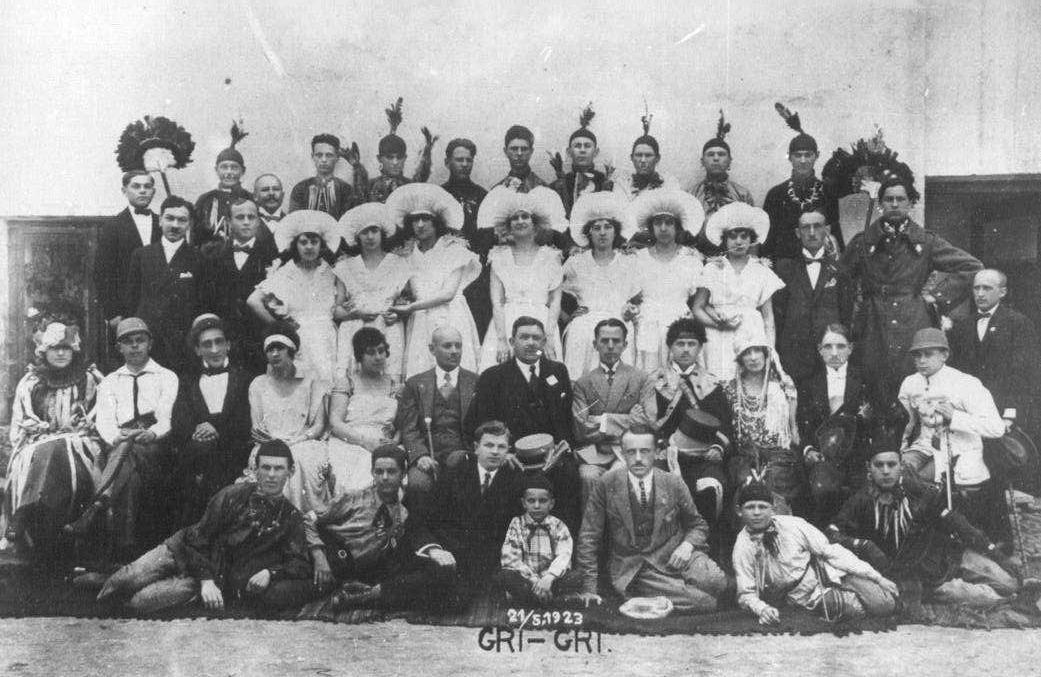
Marian Kawski wraz z zespołem „Gamba” (1923)

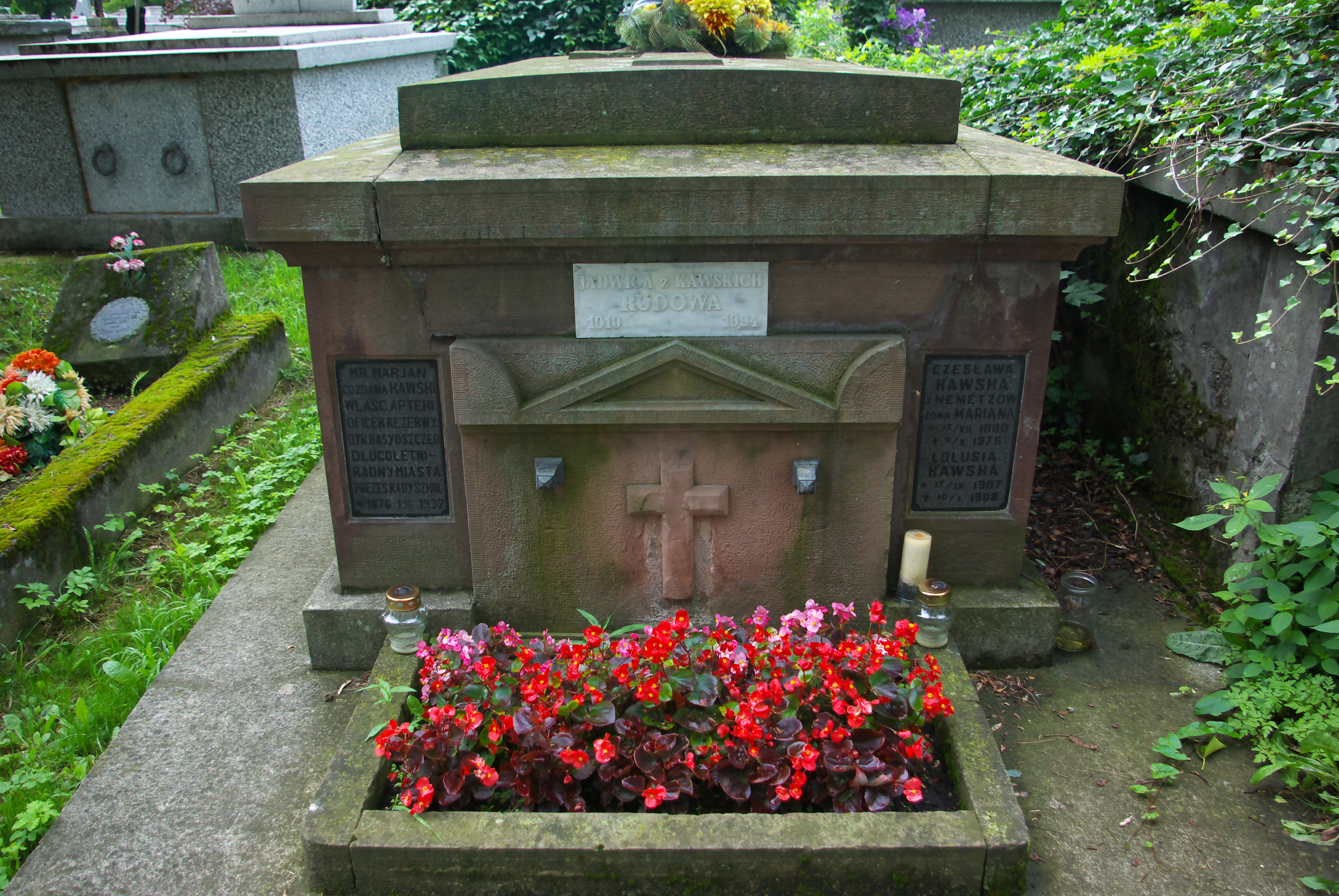
Grobowiec rodziny Kawskich

Jego rodzicami byli Bronisław i Alojza z domu Haszczyc. Marian Kawski ukończył Zakład Naukowo-Wychowawczy Ojców Jezuitów w Chyrowie, po czym kontynuował edukację na Wydziale Filozoficznym Uniwersytetu Jagiellońskiego. 6 czerwca lub lipca 1897 otrzymał dyplom artis pharmaceutice magistrum. Następnie odbył służbę wojskową w wymiarze jednego roku od października 1898 do października 1899 i w tym czasie pracował w wojskowej aptece funkcjonującej na Wawelu. Następnie rozpoczął karierę zawodową w Nowym Sączu, Lwowie (w tamtejszej największej aptece i drogerii „Pod Złotą Głową”, należącej do Piotra Mikolascha, ojca Henryka), po czym trafił do Sanoka.
W 1906 wstąpił w związek małżeński. 31 lipca tego samego roku nabył Aptekę Obwodową położoną przy ulicy Tadeusza Kościuszki w Sanoku, wówczas najstarszą działającą w mieście (od 1856 należała do Jana Zarewicza, od roku 1896 do Feliksa Gieli, a w 1904 odkupił ją Tobiasz Dawid Löbl, który wraz z żoną Adelą dwa lata później odsprzedał ją Kawskiemu za kwotę 150 tys. koron tj. ok. 30 tys. dolarów). Budynek miał formę parterowego dworku, znajdował się przy ówczesnej ulicy Krakowskiej pod numerem 78, a następnie pod 18 (nieruchomość z budynkiem apteki należała do Gieli). Na dawnych (nieistniejących już) terenach jego ogrodów, położonych za apteką, znajdują się obecnie zabudowania na ulicy Kazimierza Wielkiego. Kawski prowadził aptekę przez resztę życia. W okresie schyłkowym zaboru austriackiego apteka Mariana Kawskiego była jednym z nielicznych, należących do Polaków sklepów w mieście.
W c. k. Obronie Krajowej został mianowany asystentem medykamentów z dniem 2 grudnia 1899 i od 1900 do 1910 w grupie nieaktywnych był przydzielony do 16 Pułku Piechoty Obrony Krajowej. W czasie I wojny światowej został zmobilizowany do służby w szpitalu wojskowym w Sanoku (K.K. Rezervenspital Sanok); w tym okresie pracował także w miejscowości Ruttka, szpitalu wojskowym w Krakowie (w aptece znajdującej się na Wawelu) i w Radomiu. Pełnił funkcję urzędnika farmaceutycznego c. k. Obrony Krajowej – oficjał aptekarski obrony krajowej (niem. Landwehrmedikamentenbeamte). Do 1918 pozostawał oficjałem medykamentów (niem. Medikamentenoffizial) w rezerwie, mianowany z dniem 1 września 1915. W 1918 powrócił do rodziny i apteki, która została okradziona przez rosyjskie wojska podczas okupacji 1914/1915.
Od około 1907 był asesorem ze stanu kupieckiego do senatu dla spraw handlowych (z tytułem cesarskiego radcy) przy C. K. Sądzie Obwodowym w Sanoku, w tym podczas I wojny światowej do 1918. Pełnił funkcję dyrektora Kasy Oszczędności, był także członkiem komisji kontrolującej Kasy Oszczędności miasta Sanoka (1927) Był dyrektorem Rady Szkolnej. Był wieloletnim radnym, w tym wybranym w 1910, w 1912 w nowej radzie po przyłączeniu do Sanoka gminy Posada Sanocka, w pierwszej powojennej kadencji od 1919. Pełnił także funkcję asesora i ławnika. Do końca 1913 był w Sanoku zastępcą krajowej komisji podatku zarobkowego. W 1913 był sekretarzem Powiatowego Towarzystwa Zaliczkowego w Sanoku (prezesem był Kazimierz Jachimowski). W lipcu 1914 na burmistrza został wybrany Paweł Biedka. Kawski objął wówczas stanowisko jego zastępcy. 26 lipca 1919 Rada Miasta Sanoka wybrała go na stanowisko burmistrza Sanoka. Stało się tak mimo odmowy ze strony Kawskiego, który był obciążony absorbującymi zajęciami związanymi z prowadzeniem apteki. Tym samym został on pierwszym burmistrzem miasta wybranym w niepodległej II Rzeczypospolitej. Okres jego urzędowania był czasem trudnym, z uwagi na stan państwa i miasta po wojnie, jak również niekorzystną sytuację gospodarczo-ekonomiczną. Ponadto od 1 listopada 1918 w powiecie sanockim toczyła się wojna polsko-ukraińska. Mimo tego prowadzone były działania odbudowy i rozwoju miasta.
W czasie pełnienia przez niego funkcji włodarza miasta: odbudowywano budynki, obiekty użyteczności publicznej i komunalne, instalowano gazociąg wiodący z Krosna, sprzedano tereny miejskie pod nazwą „Leśniczówka” na rzecz poszerzenia działalności Sanockiej Fabryki Wagonów, budowano chłodnię miejską i finalizowano budowę cegielni, podjęto działania w kierunku stworzenia oświetlenia elektrycznego i wodociągów. Funkcję burmistrza sprawował do 4 maja 1920, kiedy to ustąpił ze stanowiska. Do tej decyzji przyczyniła się trudna sytuacja ekonomiczna (dewaluacja waluty), gospodarcza (braki w zaopatrzeniu) oraz protesty ludności. Po rezygnacji nadal był radnym miejskim i asesorem. W latach 20. pełnił funkcję zastępcy burmistrzów Sanoka, Michała Słuszkiewicza (1920-1924), Adama Pytla (1924-1928), urzędującego od 18 września 1924 do 12 stycznia 1928.
Działał społecznie na wielu polach. Był członkiem Towarzystwa Upiększania Miasta Sanoka, 30 kwietnia 1910 został wybrany wydziałowym TUMS. W 1918 był członkiem Straży Obywatelskiej, powołanej do ochrony przed Ukraińską Armią Halicką. Uczestniczył w działalności Kasy Zaliczkowej oraz Polskiego Towarzystwa Tatrzańskiego w Sanoku. Udzielał się charytatywnie wspierając ubogich, w tym przekazywał darowizny na rzecz sierocińców i bursy dla biednych dzieci. W roku szkolnym 1931/1932 został wybrany prezesem zarządu Koła Rodzicielskiego przy Państwowym Gimnazjum im. Królowej Zofii w Sanoku. Został członkiem wydziału (zarządu) zawiązanego 22 maja 1919 Koła Przyjaciół Harcerstwa w Sanoku, członkiem zarządu Towarzystwa Przyjaciół Harcerstwa.
Był działaczem sportowym. Kierował działalnością pierwszego klubu piłkarskiego w mieście, w oficjalnie zarejestrowanego w 1935 jako „Sanoczanka”. Był członkiem sanockiego gniazda Polskiego Towarzystwa Gimnastycznego „Sokół” (1906, 1912, 1924). Jego nazwisko zostało umieszczone w drzewcu sztandaru TG Sokół w Sanoku, na jednym z 125 gwoździ upamiętniających członków. Został wybrany członkiem komisji rewizyjnej Bursy Jubileuszowej w Sanoku (1910).
Funkcjonował także na niwie kulturalnej. Jego pasją była muzyka. Grał na cytrze i wiolonczeli, także ze swoimi dziećmi tworząc z nimi kwartet. W 1920 był inicjatorem i założycielem Towarzystwa Muzyczno-Dramatycznego „Gamba” (wraz z nim Maksymilian Słuszkiewicz), w ramach którego rozwijała się kultura muzyczna i teatralna Sanoka. Towarzystwo działało w gmachu PTG „Sokół” przy ulicy Mickiewicza. W kameralnym, 9-osobowym zespole „Gamba” Marian Kawski grał na wiolonczeli (wcześniej uczył się gry na tym instrumencie u prof. Bolesława Kopystyńskiego w Krakowie), ponadto m.in. na kontrabasie grał Stanisław Budweil, a doradcą zespołu był kapelmistrz stacjonującego w Sanoku 2 Pułku Strzelców Podhalańskich, por. Maksymilian Firek. Był pomysłodawcą wystawiania operetek i przedstawień teatralnych w mieście. Przy tym był fundatorem tej działalności.
Jego żoną była Czesława Niemetz, pochodząca z Krakowa, córka Alojzego Niemetza (1880-1976, działaczka Towarzystwa św. Wincentego à Paulo w Sanoku). Mieli pięcioro dzieci: Stanisława (1913-1996), Adama Sylwestra (1917-1985, żonaty z córką ukraińskiego adwokata w Sanoku, dr. Eugeniusza Szatyńskiego, wieloletni dyrektor Krakowskiego Pogotowia Ratunkowego), Wandę Marię Czesławę (1909-1973, od 1931 zamężna z Adamem Gilewiczem, synem Stanisława Gilewicza), Alojzę (1907-1908, określana jako Lolusia, zmarła w wieku niespełna czterech miesięcy) i Jadwigę Weronikę Bronisławę (1910-1994, od 1931 zamężna z Janem Rudym). Stanisław, Adam i Wanda także zostali farmaceutami. Jego wnuk, Marian Kawski, został pierwszym laureatem I Ogólnopolskiego Studenckiego Konkursu Piosenkarzy z 1962. Wnuczka Jolanta Gilewicz (1935-) została żoną Władysława Woltera (1930-, fizyk), syna prof. Władysława Woltera.
Marian Kawski zmarł nagle 11 czerwca 1932 w Sanoku. Został pochowany w grobowcu rodzinnym na cmentarzu przy ul. Jana Matejki w Sanoku w pogrzebie pod przewodnictwem ks. Pawła Rabczaka 13 czerwca 1932. Nagrobek został wpisany do rejestru zabytków i podlega ochronie prawnej.
Po śmierci Mariana Kawskiego aptekę prowadzili nadal członkowie jego rodziny, po czym w 1951 została ona upaństwowiona, a w 1955 zlikwidowana. W 1963 ponad 100-letni zabytkowy budynek został wyburzony. Część zachowanego wyposażenia apteki (m.in. godło, sprzęt, dokumenty) trafiło do Muzeum Farmacji Collegium Medicum Uniwersytetu Jagiellońskiego (w 1964), część do Biecza. W 1973 receptularze apteczne przekazano Muzeum Historycznemu w Sanoku.

## Odznaczenia
austro-węgierskie
- Brązowy Medal Jubileuszowy Pamiątkowy dla Sił Zbrojnych i Żandarmerii[12]
- Złoty Krzyż Zasługi Cywilnej z koroną na wstędze Medalu Waleczności (1916)[15][16][17].